# Haplologi
Haplologi (av grekiska haploos, 'enkel') är en ljudförändring där två på varandra lika eller liknande ljud i ett ord sammanfaller till ett. Ett exempel där en haplologi har blivit det etablerade ordet, är namnet på vetenskapen mineralogi (av mineral och -logi), som egentligen borde heta "mineralologi".

## Exempel
- "Tiondedel" blir "tiondel" (båda varianterna är angivna i SAOL, vilket även gäller "åttondel" och "niondel")
- Tragikomisk av latinets tragico- + comoedia.
- "Poststämpel" blir "postämpel"
- "Meteorologi" blir "metrologi", vilket är en helt annan vetenskap.